# Barbara (film, 1997)
A Barbara egy 1997-es dán film Nils Malmros rendezésében, Anneke von der Lippe és Lars Simonsen főszereplésével. A feröeren játszódó történet a feröeri író, Jørgen-Frantz Jacobsen Barbara című regényén alapszik, amelyet Beinta Kristina Broberg élete ihletett. Főszereplője egy lelkész, akit csapdába ejt egy nő csábítása. Malmros először ezzel a filmmel lépett tovább szokásos témáján, az århusi serdülők életén.
A filmet 1997. szeptember 28-án mutatták be az Észak Házában.
Megkapta a Roueni Skandináv Filmfesztivál közönségdíját, valamint 1998-ban a legjobb filmnek járó Robert-díjat. Dánia ezt a filmet nevezte az 1998-as Oscar-díjra a legjobb idegen nyelvű film kategóriában.

## Cselekmény
|  | Alább a cselekmény részletei következnek! |

A Fortuna nevű hajó megérkezik Tórshavn kikötőjébe fedélzetén Poullal, a frissen végzett dán teológussal, Vágar szigetének új lelkészével. A helyiek összegyűlnek az eseményre, és köztük van a fiatal, életvidám Barbara is, két korábbi lelkész özvegye, akinek rossz híre van: férjei korai haláláért sokan felelőssé teszik. Poult figyelmeztetik a veszélyre, de ennek ellenére a hálójába kerül. Még az sem tántorítja el, hogy amikor három francia hajó érkezik a kikötőbe, a nő – sok társához hasonlóan – egy francia tengerésszel is közeli kapcsolatba kerül. Összeházasodnak, de Barbara irreális rajongása hamar túlnő a vérszegény papon, aki retteg, hogy elveszti szerelmét. Egy tórshavni látogatás alkalmával Barbara találkozik Andreas Heydével, aki kutatóútra érkezett Feröerre Koppenhágából, és beleszeret. Poulnak sikerül meggyőzi Barbarát, hogy térjen vele haza Vágarra. Karácsony közeledtével azonban lelkészként kötelességének érzi, hogy meglátogassa a félreeső Mykines szigetén élő híveket, annak ellenére, hogy Barbara megpróbálja lebeszélni róla. Andreas közben Vágar elöljárójának közeli házában tölti a karácsonyt. Aggodalma ellenére Poul a kötelesség szavának engedve útnak indul abban a reményben, hogy hamar visszatérhet, de a tomboló vihar miatt tizenegy napig Mykinesen kell maradnia, és érzi, hogy felesége egyre távolabb kerül tőle. Amikor végül hazaér, valóban üresen találja a plébániát, és megtudja, hogy Barbara Andreassal Tórshavnba ment. Nyomorúságában követi őket, de végül börtönben végzi. Azonban Barbara új boldogsága sem tart sokáig: Andreas hamar megunja, és úgy dönt, hogy Koppenhágába utazik, Barbara nélkül. Ő azonban még tesz egy kétségbeesett és hiábavaló kísérletet, hogy utolérje a távozó Fortunát.
|  | Itt a vége a cselekmény részletezésének! |

## Szereplők
| Színész               | Szerep                |
| --------------------- | --------------------- |
| Anneke von der Lippe  | Barbara               |
| Lars Simonsen         | Poul Aggersø          |
| Trond Høvik           | Gabriel               |
| Jesper Christensen    | Sorenskriveren        |
| Jens Okking           | Lagmanden             |
| Helene Egelund        | Susanne               |
| Jytte Kvinesdal       | Anna Sophie           |
| Peter Hesse Overgaard | Hr. Wenzel            |
| Ove Pedersen          | Landfogden            |
| Peter Reichhardt      | Andreas Heyde         |
| Henning Jensen        | Provst Anders Morsing |
| Bodil Udsen           | Armgard               |
| Birgitte Federspiel   | Ellen Katrine         |
| Henny Moan            | Magdalene             |

## Produkció
A stúdiófelvételek 1996 júniusában kezdődtek Stockholmban, a kültéri felvételeket pedig a nyári hónapokban vették fel Feröeren. A 18. századi feröeri környezetet az alkotók Tórshavn óvárosában, a Tinganes fűtetős faépületei között, illetve más feröeri helyszíneken, többek között Hoyvík, Saksun és Koltur területén teremtették újjá. A forgatást az ősz folyamán fejezték be Koppenhágában. 38 millió koronás költségvetésével az addigi legdrágább dán filmnek számított; a költségeket dán, svéd és norvég alapokból fedezték. Per Holst producer már négy filmben működött együtt a rendezővel.

## Fordítás
- Ez a szócikk részben vagy egészben a Barbara (film) című angol Wikipédia-szócikk ezen változatának fordításán alapul.  Az eredeti cikk szerkesztőit annak laptörténete sorolja fel. Ez a jelzés csupán a megfogalmazás eredetét és a szerzői jogokat jelzi, nem szolgál a cikkben szereplő információk forrásmegjelöléseként.

## Külső hivatkozások
- Barbara az IMDb-n (angol)
- Barbara the film[halott link], Faroese Stamps (angol)